# Acantòlisi
S'anomena acantòlisi(del grec lysis, dissolució) a la interrupció de les connexions intercel·lulars entre queratinòcits de l'epidermis, causada per lisi de la substància ciment intercel·lular (Desmogleïna), amb interrupció secundària dels desmosomes i sovint formació d'una seqüència definida d'elements degeneratius cel·lulars; s'associa a la formació de vesícules epidèrmiques en condicions tals com el pèmfig vulgar, pèmfig foliaci i altres alteracions de la pell.

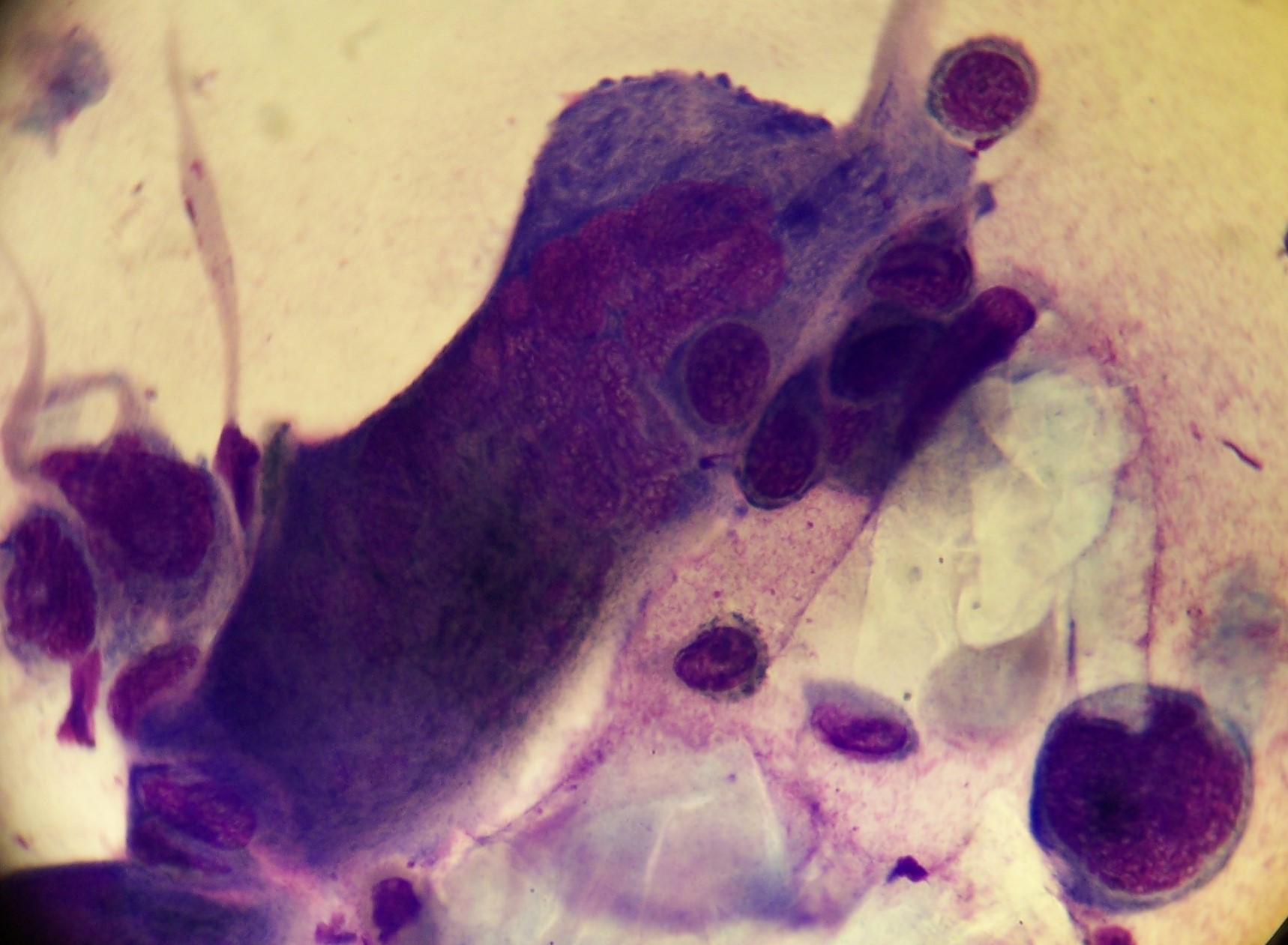
Cèl·lula acantolítica i cèl·lula gegant multinucleada en un frotis extret d'una lesió vesicular d'una infecció per herpes simple